# Hydrogonium crozalsii
Hydrogonium crozalsii là một loài Rêu trong họ Pottiaceae. Loài này được (H. Philib.) Podp. mô tả khoa học đầu tiên năm 1954.